# Высочиновка (Луганская область)
Высочиновка (укр. Височинівка) — село в Марковском районе Луганской области Украины. Входит в Краснопольский сельский совет.

## История
В 1985 году здесь была построена благоустроенная школа на 192 учащихся (архитектор Г. Зеленый).
Население по переписи 2001 года составляло 440 человек.

## Местный совет
92410, Луганська обл., Марківський р-н, с. Красне Поле, пл. Перемоги, 1  (укр.)